# MDNA
Albums de Madonna
Sticky and Sweet Tour
(2010) MDNA World Tour
(2013)
Singles
1. Give Me All Your Luvin'
Sortie : 3 février 2012
2. Girl Gone Wild
Sortie : 2 mars 2012
3. Turn Up the Radio
Sortie : 5 août 2012

MDNA est le douzième album studio de l'artiste américaine Madonna, paru le 23 mars 2012. C'est le premier album de Madonna publié via le label Interscope Records, avec qui elle a signé un contrat de trois albums. MDNA est aussi le premier album à ne pas être associé au label Warner Bros. Records, label auquel Madonna fut liée de 1982 à 2008.
C'est, après Rebel Heart, l'album de Madonna qui contient le plus de pistes : la version deluxe comporte en tout 16 chansons et un remix. Cependant, ce n'est pas son album le plus long. Il ne dure que 60 minutes alors qu'Erotica (14 pistes) dure 75 minutes.
Il s'est écoulé à plus de 2 millions d'exemplaires.

## Genèse
En décembre 2010, Madonna annonce officiellement qu'elle va se mettre à enregistrer un nouvel album après son film W.E.[réf. nécessaire].

## Enregistrement
L'enregistrement de l'album a eu lieu à Las Vegas, Londres, Los Angeles, New York et NoHo. Le 4 juillet 2011, Guy Oseary, Manager de Madonna, annonce qu'elle rentre en studio pour enregistrer MDNA. Martin Solveig, dans une interview évoque à quel point Madonna est engagée dans le processus de création de l'album : « Elle est impliquée autant que possible dans le studio. C'était une très bonne et grande surprise pour moi ! Je pensais qu'elle passerait une ou deux heures en studio par jour pour voir et dire « J'aime celle-là, j'aime pas ça, je chanterais ça. Bye ! » et pas du tout… Je veux dire que nous avons vraiment coproduit les chansons, ce n'est pas juste écrit « co-produced by Martin Solveig and Madonna » ».[réf. nécessaire] Madonna fait également appel à William Orbit, avec qui elle travailla sur les albums Ray of Light (1998) et Music (2000), et sur certains remixes (Justify My Love, Erotica, I'll Remember).

## Titre et couverture de l'album

### À propos du titre
Le titre de l'album fut annoncé par Madonna lors d'une interview sur le plateau du The Graham Norton Show le 11 janvier 2012. Lorsqu'on lui demanda la signification du titre lors de l'avant-première de son film W.E., elle répondit : « Madonna… J'aime juste jouer avec les mots… C'est un triple entendre ».
Le titre de l'album MDNA comporterait trois sens :
- abréviation de son propre nom MaDoNnA ;
- affirmer le caractère personnel et original de son album par acronymes : M désignant Madonna et son DNA, acronyme anglais d'ADN ;
- définir son album comme une source d'excitation et d'addiction par paronymie à la drogue MDMA, créant ainsi un buzz et entretenant l'attitude provocatrice qu'on accorde souvent à l'artiste.

Le titre de l'album fut condamné par Lucy Dawe, porte-parole du groupe de campagne anti-drogue Cannabis Skunk Sense. Elle dit au magazine anglais The Sun que le choix de Madonna concernant le titre de l'album est « une décision malavisée » car elle fait référence au MDMA, le nom correct pour la classe A de drogue type Ecstacy.

### À propos de la pochette
La couverture de l'édition Deluxe de l'album fut révélée le 30 janvier 2012; la couverture de l'édition standard de l'album fut révélée en février 2012.
La pochette de l'album a été photographiée par Mert and Marcus et réalisée par Giovanni Bianco (pt). La pochette est colorée. L'image montre une Madonna jeune, derrière une vitre fragmentée en arc-en-ciel qui donne un effet de déformation, rappelant un kaléidoscope. La coiffure et le blond platine rappellent ses reprises du personnage de Marilyn Monroe dans ses albums I'm Breathless et le récent Celebration, ou encore dans sa chanson Express Yourself. La robe qu'elle porte sur la pochette est signée Antonio Berardi (en).

## Promotion

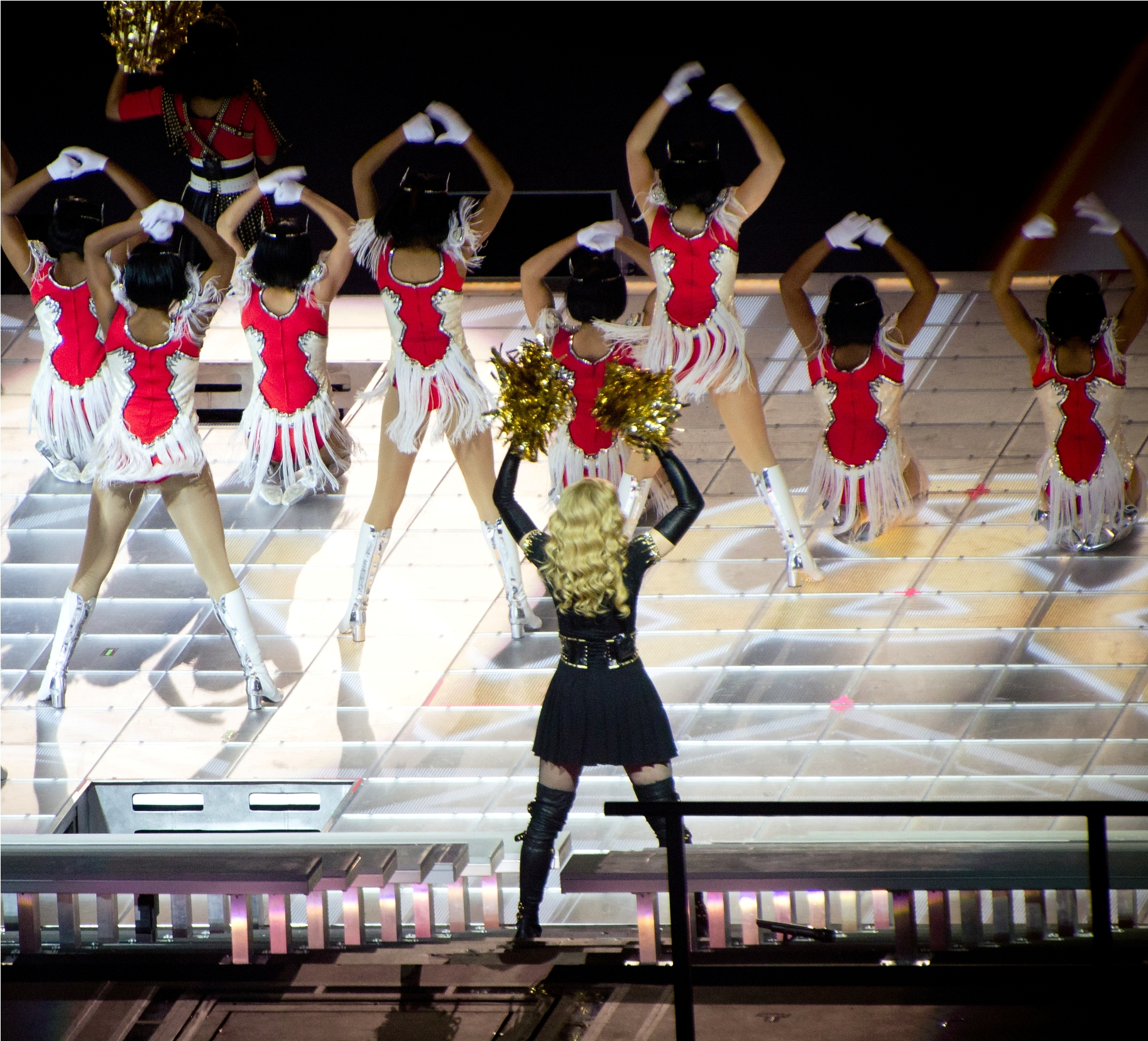
Madonna pendant Give Me All Your Luvin au Super Bowl XLVI

### Performance auSuper Bowl XLVI
La National Football League (NFL) confirme en 2012 que Madonna effectuera une performance au Super Bowl XLVI de Bridgestone, lors du Halftime Show (équivalent de la mi-temps) puis sera diffusée sur NBC le 5 février 2012, en direct du Lucas Oil Stadium à Indianapolis. La performance sera visualisée par le Cirque Du Soleil et Jamie King,.

### The MDNA Tour
Pour promouvoir MDNA, Madonna entame sa neuvième tournée nommée The MDNA Tour. Celle-ci commence le 31 mai 2012 à Tel Aviv en Israël et se termine le 22 décembre 2012 à Cordoba en Argentine.
Elle contient 24 morceaux dont 3 interludes vidéo et 10 extraits de l'album MDNA, dont une (Best Friend, interlude vidéo) de la version Deluxe.
Madonna donnera 88 concerts : 4 au Moyen-Orient ; 29 en Europe ; 45 en Amérique du Nord ; 10 en Amérique du Sud. Elle sera la neuvième tournée la plus lucrative de tous les temps (son Sticky and Sweet Tour de 2008 et 2009 est la tournée la plus lucrative de l'histoire pour une artiste solo) et la plus lucrative de 2012 selon le magazine américain Billboard.

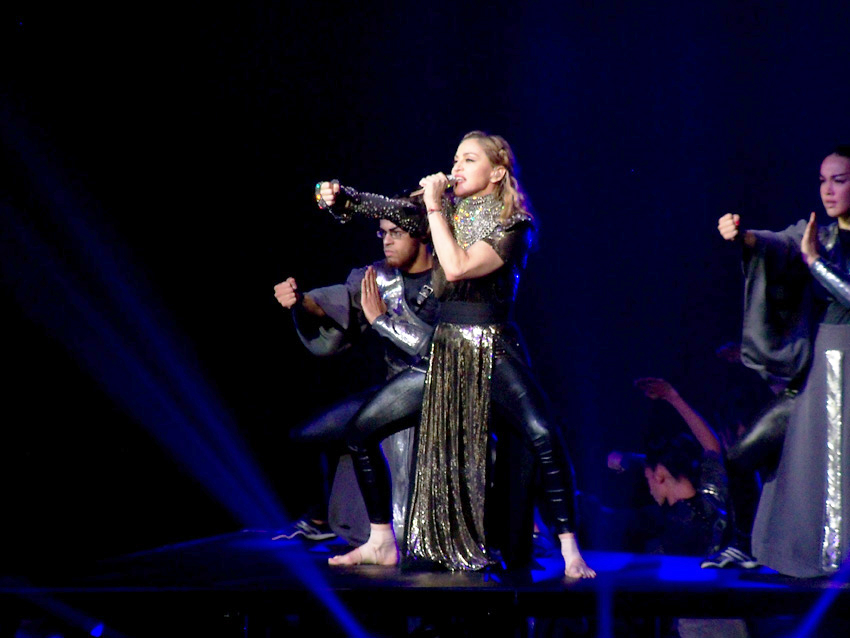
I'm Addicted pendant le MDNA Tour

The MDNA Tour sera aussi l'occasion pour Madonna de faire parler d'elle, avec de nombreuses polémiques du concert. Comme celle sur Marine Le Pen : pendant l'interlude vidéo Nobody Knows Me, on peut voir la présidente du Front National affublée d'une croix gammée. Marine Le Pen menace Madonna de porter plainte si cette image n'est pas retirée lors du passage en France de Madonna. Pourtant, la vidéo reste lors de son concert au Stade de France : le FN porte plainte pour injure. Madonna prononcera un discours sur la liberté lors de son concert à Nice, où l'image a été retirée.
D'autres polémiques accompagneront la tournée, comme le discours en faveur de la cause homosexuelle, le soutien aux Pussy Riots, le strip-tease, l'usage d'armes à feux, les multiples attaques contre Lady Gaga et le Showcase à l'Olympia où la courte durée du spectacle (48 minutes) a été vivement critiquée.

## Singles

### Give Me All Your Luvin'
Le 8 novembre 2011, deux extraits d'une démo nommée Give Me All Your Love fuitent sur internet. Plus tard ce jour-là, la démo complète de la chanson, Give Me All Your Love' , fuite également. Billboard répond : « Dans quelques heures, il s'agira d'un des 10 premiers sujets tendances à travers le monde sur Twitter ».
Après la sortie de la démo, le manager de Madonna, Guy Oseary, écrit sur Twitter : « Cette chanson arrivera l'année prochaine. Je suis très heureux de la réaction positive à la démo, mais nous sommes très en colère contre celui qui a fait fuiter la chanson !!!!!!!! nous demandons que les fans à nous aider à surveiller les fuites, pas plus. nous avons beaucoup de choses en réserve pour vous. mais s'il vous plaît respectez le processus ».

### Girl Gone Wild
Girl Gone Wild est le deuxième single de l'album. Le single est produit par Benny Benassi. Sa parution numérique date du 2 mars 2012.

### Masterpiece
Masterpiece a été envoyée aux radios britanniques le 2 avril 2012. Tirée de la bande originale du film W.E., réalisé par Madonna juste avant d'enregistrer l'album, la chanson a reçu le Golden Globe de la meilleure chanson originale le 15 janvier 2012.

### Turn Up The Radio
Initialement, Gang Bang devait être le prochain extrait de l'album : Madonna souhaitait qu'une vidéo pour ce morceau soit réalisée par Quentin Tarantino, lorsque le morceau Turn Up the Radio fut annoncé comme prochain single. En effet, Guy Oseary, le manager de Madonna, annonce via Twitter que « Turn Up the Radio est bien parti pour être le prochain single ». Le morceau est notamment produit par Martin Solveig. Cependant, lorsque la démo de Gang Bang, Bang Bang Boom a filtré sur Internet, les rumeurs d'une sortie de la démo (en tant que Orbit Club Mix) avec d'autres remixes sont apparues.

### Superstar
Superstar est sortie au Brésil en tant que single promotionnel le 3 décembre 2012, avec le quotidien Folha de S.Paulo. Le visuel du CD a été créé par Simone Sapienza dans le cadre d'un concours sponsorisé par Johnnie Walker, elle a été choisie par Madonna parmi dix finalistes.[réf. nécessaire]

## Accueil de la presse

### En France
La presse française est plutôt mitigée, voire parfois très critique, comme le Journal 20 Minutes, pour qui l'album est un désastre : « Incontestablement raté, le nouvel album de Madonna entérine la déchéance de l'ex-pop star ultime. Avec MDNA, son douzième album, la chanteuse court assez lamentablement après la tendance dance ». Libération pense que MDNA ou Superstar accusent le poids des ans et que MDNA « avance avec la grâce d’un convoi de semi-remorques sur l’autoroute A4 ». Pour le journal cependant, il reste « des raisons d'y croire comme pour Gang Bang, la déréalisation hagarde d’un clubbing androïde ». L'Express pense que Madonna « peut être aussi explosive et convaincante dans la retenue et les violons » (Falling Free et Masterpiece).
Le Figaro (du site Evene) n'est pas non plus enchanté : il compare Give Me All Your Luvin'  à « un tube du groupe des années 1980, The Go-Go’s, revu à la sauce Avril Lavigne ». Le journal pense que c'est le producteur de Madonna, William Orbit, celui de Ray Of Light, qui a sauvé l'album : « On se raccroche donc à Gang Bang et son ambiance sombre, à I’m A Sinner, au banjo de Love Spent ou le très joli Falling Free qui clôt l’album de la même manière que la pépite Mer Girl concluait Ray Of Light : en beauté. »
Chez Elle, la critique est centrée sur leur sentiment de déjà-vu : « Un album sans grande prise de risques puisque Madonna reprend les codes qui ont fait son succès sans s’aventurer hors des sentiers battus. » La critique du Journal du dimanche se rapproche également de cette idée : « Ce douzième album marque un retour efficace mais sans surprise à ses fondamentaux – une musique survitaminée taillée pour le dance-floor ». Il a apprécié le titre Falling Free, « une ballade en forme de conte médiéval de toute beauté ».Le Parisien, lui, « n'est pas Gaga du nouveau Madonna », (jeu de mots faisant référence à Lady Gaga) et n'a pas accroché à tous les titres : « d'un côté des réussites comme le venimeux Gang Bang, le réjouissant Superstar, l'ébouriffant I'm Addicted, de l'autre des déceptions telles que Girl Gone Wild, affreuse soupe dance, Some Girls ou I'm a Sinner, fades redites de ses albums précédents, ou encore Masterpiece, ballade insipide ».
Certaines critiques son néanmoins enthousiastes : Têtu qui le qualifie de successeur à Ray Of Light : « de la bonne vieille pop telle que la Madonna la chantait dans les années 1980 et 90, accompagnée de mélodies résolument dance »
Les plus enchantés sont Avoir Alire qui salue « l’excellence sonore exponentielle d’un album qui se découvre avec un son non compressé et avec un excellent système sonore » et Télérama : « MDNA, l'album de la cinquantaine méga tonique, brosse le portrait d'une séductrice insubmersible, qui noie les chagrins et l'amertume en armant comme jamais sa double peau de créature synthétique. [...] MDNA est (encore) un disque bien dans son époque. Frénétique et un brin désespéré. »
De façon générale, la presse française salue les titres Falling Free et Gang Bang tandis que Girl Gone Wild et Give Me All Your Luvin' ont moins séduit.

## Performance dans les hits-parades
L'album débute directement à la première position dans le classement américain du Billboard 200 avec 359 000 albums vendus aux États-Unis lors de la première semaine, la meilleure entrée depuis l'album Music paru en 2000. MDNA devint ainsi le huitième album studio de Madonna à atteindre la première position et son cinquième consécutif à atteindre le top du Billboard 200. L'album chute cependant dès la seconde semaine de sa sortie avec 46 000 copies écoulées et continuera de chuter les semaines suivantes. Le même schéma se produira dans les autres pays. Finalement, l'album s'est écoulé à plus de 2 millions d'exemplaires dans le monde.

## Liste des titres
| No  | Titre                                                 | Auteur | Producteur(s)                                        | Durée |
| --- | ----------------------------------------------------- | --- | ---------------------------------------------------- | ----- |
| 1.  | Girl Gone Wild                                        | Madonna, Jenson Vaughan, Alle Benassi, Benny Benassi                                                                        | Madonna, A. Benassi, B. Benassi                      | 3:43  |
| 2.  | Gang Bang                                             | Ciccone, William Orbit, Priscilla Hamilton, Keith Harris, Jean Baptiste, Mika, Don Juan Demarco Casanova, Stephen Kozmeniuk | Madonna, Orbit, The Demolition Crew                  | 5:26  |
| 3.  | I'm Addicted                                          | Ciconne, A. Benassi, B. Benassi                                                                                             | Madonna, A. Benassi, B. Benassi, The Demolition Crew | 4:33  |
| 4.  | Turn Up the Radio                                     | Ciccone, Martin Solveig, Michael Tordjman, Jade Williams                                                                    | Madonna, Solveig                                     | 3:46  |
| 5.  | Give Me All Your Luvin' (feat. Nicki Minaj et M.I.A.) | Ciccone, Solveig, Onika Maraj, Maya Arulprasagam, Tordjman                                                                  | Madonna, Solveig                                     | 3:22  |
| 6.  | Some Girls                                            | Ciccone, Orbit, Klas Åhlund                                                                                                 | Madonna, Orbit, Åhlund                               | 3:53  |
| 7.  | Superstar                                             | Ciccone, Hardy Muanza, Michael Malih                                                                                        | Madonna, Indiigo, Malih                              | 3:55  |
| 8.  | I Don't Give A (feat. Nicki Minaj)                    | Ciccone, Solveig, Maraj, Julien Jabre                                                                                       | Madonna, Solveig                                     | 4:19  |
| 9.  | I'm a Sinner                                          | Ciccone, Orbit, Baptiste | Madonna, Orbit                                       | 4:52  |
| 10. | Love Spent                                            | Ciccone, Orbit, Baptiste, Hamilton, Alain Whyte, Ryan Buendia, Michael McHenry                                              | Madonna, Orbit                                       | 3:46  |
| 11. | Masterpiece                                           | Ciccone, Julie Frost, Jimmy Harry                                                                                           | Madonna, Orbit                                       | 3:59  |
| 12. | Falling Free                                          | Ciccone, Laurie Mayer, Orbit, Joe Henry                                                                                     | Madonna, Orbit                                       | 5:13  |

| 13. | Beautiful Killer                                                            | Ciccone, Solveig, Tordjman                      | Madonna, Solveig                                     | 3:49 |
| 14. | I Fucked Up                                                                 | Ciccone, Solveig, Jabre                         | Madonna, Solveig                                     | 3:29 |
| 15. | B-Day Song (featuring M.I.A.)                                               | Ciccone, Solveig, Arulpragasam                  | Madonna, Solveig                                     | 3:33 |
| 16. | Best Friend                                                                 | Ciccone, A. Benassi, B. Benassi                 | Madonna, A. Benassi, B. Benassi, The Demolition Crew | 3:20 |
| 17. | Give Me All Your Luvin' (Party Rock Remix) (featuring Nicki Minaj et LMFAO) | Ciccone, Solveig, Maraj, Arulpragasam, Tordjman | Madonna, Solveig                                     | 4:02 |

| 18. | Love Spent (Acoustic Version) | Madonna, Orbit, Baptiste, Hamilton, Whyte, Buendia, McHenry | Madonna, Orbit | 4:24 |

## Récompenses et nominations
2012 - Golden Globes
- Meilleure chanson originale pour Masterpiece

2013 - International Dance Music Awards
- Nomination : Meilleur clip dance pour Girl Gone Wild
- Nomination : Meilleure chanson pop pour Girl Gone Wild
- Nomination : Meilleure artiste solo

2013 - Billboard Music Awards
- Meilleur album dance
- Meilleure artiste dance

## Crédits
- Madonna – chant, producteur, guitare acoustique
- Jill Dell Abate – responsable de la production
- Klas Åhlund – coproducteur, instrumentation, vocodeur
- Quentin Belarbi – ingénieur assistant
- Alle Benassi – coproducteur
- Benny Benassi – coproducteur
- Julien Jabre – batterie, synthetiseurs, guitare
- Lise Berthaud – violon
- Hahn-Bin – violon
- David Braccini – violon
- Jeff Carney – basse
- Desiree Elsevier – violon
- Romain Faure – synthétiseurs additionnels
- Akemi Fillon – violon
- Pierre Fouchenneret – violon
- Jean-Baptiste Gaudray – guitare
- Anne Gravoin – violon
- Grubman – legal

## Classements et certifications
| Pays                            | Classements                 | Meilleure position | Certifications | Ventes    |
| ------------------------------- | --------------------------- | ------------------ | -------------- | --------- |
| Allemagne                       | Media Control Charts        | 3                  | Or             | 100 000   |
| Argentine                       | CAPIF                       | 1                  |                |           |
| Australie                       | ARIA Charts                 | 1                  | Or             | 35 000    |
| Autriche                        | Ö3 Austria Top 40           | 3                  | Or             | 10 000    |
| Belgique francophone            | Ultratop 40                 | 3                  |                |           |
| Belgique néerlandophone         | Ultratop 50                 | 1                  |                |           |
| Brésil                          |                             | 1                  | 2 × Platine    |           |
| Canada                          | Canadian Albums Chart       | 1                  |                |           |
| Croatie                         | IFPI                        | 1                  |                | 10 000    |
| Danemark                        | Tracklisten                 | 2                  | Or             |           |
| Espagne                         | PROMUSICAE                  | 1                  | Or             |           |
| États-Unis                      | Billboard 200               | 1                  | Or             | 500 000   |
| États-Unis                      | Dance/Electronic Albums     | 1                  | Or             | 500 000   |
| Finlande                        | The Official Finnish Charts | 1                  | Or             | 10 052    |
| France                          | SNEP                        | 2                  | Platine        | 100 000   |
| Hongrie                         | Mahasz                      | 1                  | Platine        | 30 000    |
| Inde                            |                             | 1                  | Or             |           |
| Irlande                         | Irish Albums Chart          | 1                  |                |           |
| Italie                          | FIMI                        | 1                  | Platine        | 40 000    |
| Japon                           | Oricon                      | 4                  | Or             | 51 460    |
| Mexique                         | Top 100 Mexico              | 1                  | Platine        |           |
| Norvège                         | VG-lista                    | 2                  |                |           |
| Nouvelle-Zélande                | RIANZ                       | 3                  |                |           |
| Pays-Bas                        | MegaCharts                  | 1                  |                |           |
| Pologne                         | Polish Music Charts         |                    | Platine        |           |
| Portugal                        | AFP                         | 2                  | Or             |           |
| Royaume-Uni                     | UK Albums Chart             | 1                  | Or             | 132 000   |
| Russie                          | Russian Music Charts        | 1                  | 2 × Platine    | 40 000    |
| Suède                           | Sverigetopplistan           | 1                  | Or             |           |
| Suisse                          | Swiss Music Charts          | 2                  |                |           |
| Suisse (Romandie)               | Lescharts.ch                | 1                  |                |           |
| Turquie                         | Turkish albums charts       | 1                  |                |           |
| Classement mondial hebdomadaire |                             | 1                  |                | 2 000 000 |

### Classement par pays
1. ↑  (en) « ARIA charts », sur australian-charts.com.
2. ↑  (de) « Austrian charts », sur austriancharts.at.
3. ↑  « Belgian (fr) charts », sur ultratop.be.
4. ↑  (nl) « Belgian (nl) charts », sur ultratop.be.
5. 1 2 3  (en) « Billboard charts », sur billboard.com.
6. ↑  (hr) « Croatian charts », sur hdu-toplista.com.
7. ↑  (en) « Danish charts », sur danishcharts.com.
8. ↑  (en) « Spanish charts », sur spanishcharts.com.
9. ↑  (en) « Finnish charts », sur finnishcharts.com.
10. ↑  « French charts », sur lescharts.com.
11. ↑  (hu) « Hungarian charts », sur mahasz.hu.
12. ↑  (en) « Irish charts », sur chart-track.co.uk.
13. ↑  (en) « Italian charts », sur italiancharts.com.
14. ↑  (en) « Norwegian charts », sur norwegiancharts.com.
15. ↑  (en) « N.Z charts », sur charts.org.nz.
16. ↑  (nl) « Dutch charts », sur dutchcharts.nl.
17. ↑  (en) « Portugues charts », sur portuguesecharts.com.
18. ↑  (en) « U.K charts », sur officialcharts.com.
19. ↑  (en) « Swedish charts », sur swedishcharts.com.
20. ↑  (de) « Swiss Music Charts », sur hitparade.ch.
21. ↑  « Swiss (Romandie) Music Charts », sur lescharts.ch.

### Certifications par pays
1. ↑  (de) « Bundesverband Musikindustrie »(Archive.org • Wikiwix • Archive.is • Google • Que faire ?), sur musikindustrie.de.
2. ↑  (en) « ARIA Top 50 albums chart »(Archive.org • Wikiwix • Archive.is • Google • Que faire ?), sur ariacharts.com.au
3. ↑  (de) « IFPI Austria - Verband der Österreichischen Musikwirtschaft », sur IFPI Austria - Verband der österreichischen Musikwirtschaft (consulté le 12 août 2020).
4. ↑  (pt) « Certificados », sur abpd.org.br.
5. ↑  (en) « Home », sur ifpi.dk (consulté le 12 avril 2023).
6. ↑  (es) « Productores de Música de España »(Archive.org • Wikiwix • Archive.is • Google • Que faire ?), sur elportaldemusica.es.
7. ↑  (en) « Gold & Platinum », sur riaa.com
8. ↑  http://www.ifpi.fi/tilastot/artistit/madonna
9. ↑  http://www.snepmusique.com/fr/page-259165.xml?year=&type=12
10. ↑  « Adatbázis - Arany- és platinalemezek », sur slagerlistak.hu (consulté le 12 avril 2023).
11. ↑  (en) « Gold status in India »(Archive.org • Wikiwix • Archive.is • Google • Que faire ?), sur indiainfoline.com.
12. ↑  (it) « FIMI », sur fimi.it.
13. ↑  (ja) « RIAJ », sur riaj.or.jp.
14. ↑  « Certificados Musicales Amprofon », sur Facebook (consulté le 12 août 2020).
15. ↑  http://www.bpi.co.uk/certified-awards.aspx
16. ↑  (ru) « Double disque de platine en Russie », sur lenta.ru.
17. ↑  « Sverigetopplistan », sur Sverigetopplistan (consulté le 12 août 2020).